# Dominic Ressel
Pour les articles homonymes, voir Ressel.
Dominic Ressel est un judoka allemand né le 5 octobre 1993 à Kiel. Il a remporté la médaille de bronze de l'épreuve par équipes aux Jeux olympiques d'été de 2020 à Tokyo, et une médaille de bronze aux Championnats d'Europe de judo 2023 à Montpellier.